# ビオンボ州
ビオンボ州（ビオンボしゅう、ポルトガル語: Biombo）は、ギニアビサウを構成する8つの州の1つである。州都はキニャーメウ。

## 隣接州
- カシェウ州
- オイオ州
- ビサウ自治区

## 下位行政区画
- プラービス区 - 中心都市：プラービス

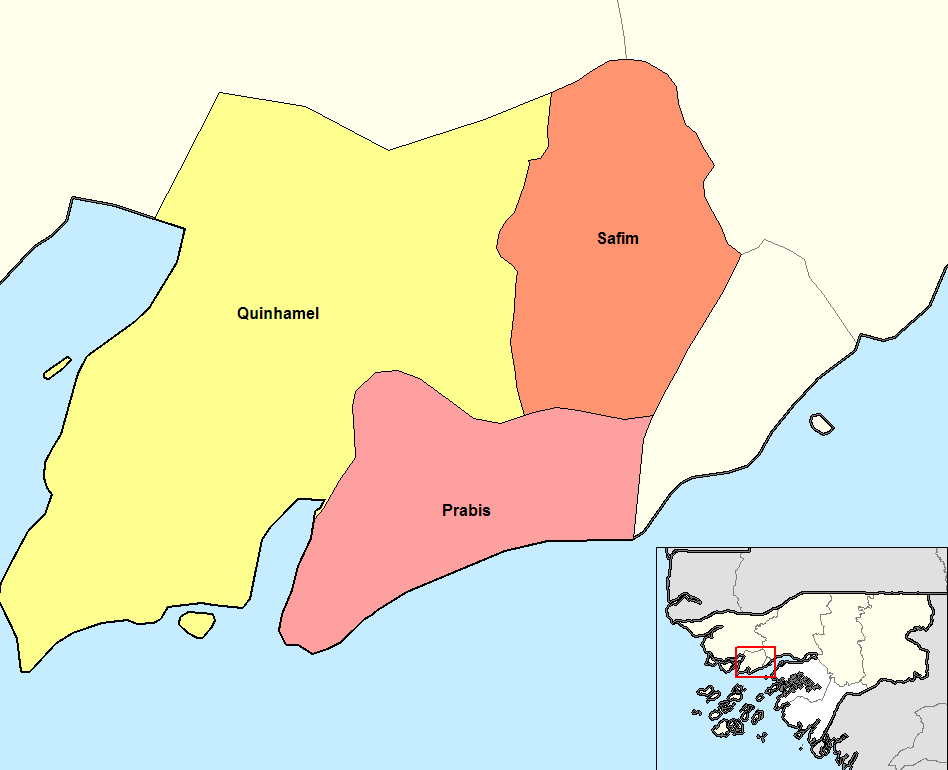
ビオンボ州のセクター

- キニャーメウ区 - 中心都市：キニャーメウ
- サフィン区 - 中心都市：サフィン

## 出身人物
- ボクンジ・カ - サッカー選手